# Elachista fasciola
Elachista fasciola is een vlinder uit de familie grasmineermotten (Elachistidae). De wetenschappelijke naam is voor het eerst geldig gepubliceerd in 1983 door Parenti.
De soort komt voor in Europa.